# Nižneudinsk
Nižneudinsk (anche traslitterata come Nizhneudinsk) è una città della Siberia sudorientale (Oblast' di Irkutsk), situata nel pedemonte settentrionale dei monti Sajany, sulle sponde del fiume Čuna (che nel suo corso superiore viene chiamato Uda), 506 km a nordovest del capoluogo Irkutsk; è il capoluogo amministrativo del distretto omonimo.
Fondata durante l'avanzata dei cosacchi verso oriente, nel 1648, con il nome di Pokrovskij Gorodok, si sviluppò nei decenni seguenti come centro commerciale per lo smercio dei prodotti del luogo (essenzialmente prodotti forestali e oro); ottenne lo status di città nel 1783.

## Società

### Evoluzione demografica

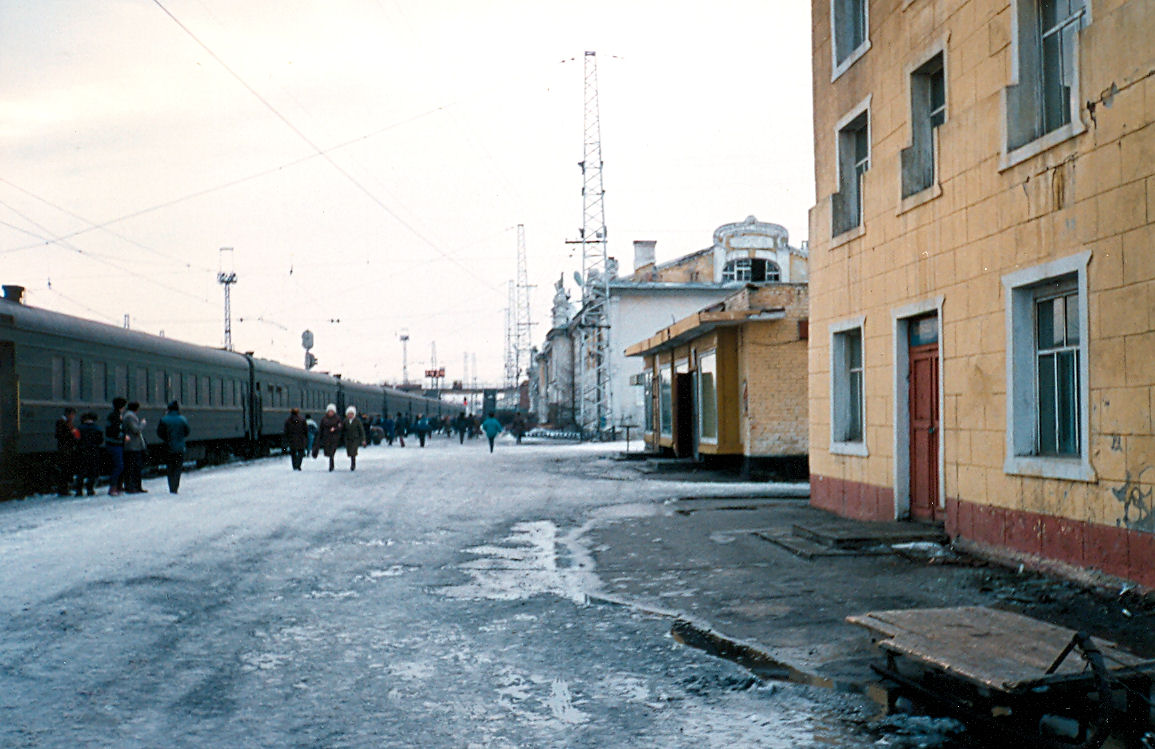
Stazione di Nižneudinsk delle Ferrovie russe.

Fonte: mojgorod.ru
- 1897: 5.800
- 1926: 10.400
- 1959: 38.800
- 1970: 39.700
- 1989: 43.800
- 2002: 39.624
- 2006: 37.800